# 우연
우연(偶然, 영어: coincidence)은 필연성의 결여를 의미하며, 마치 원인 없이 멋대로 일어나는 것처럼 보이는 현상이나 무원인(無原因)은 아니다. 필연성과 우연성을 분리시키면 불가지론(不可知論)이나 숙명론에 빠진다. 필연성을 우연성과 구별하는 것은 구체적인 상황이다. 어떤 당면한 문제에 관하여 본질적으로 중요하다고 생각되는 것은 우연이라고 부른다. 따라서 우연이라 할 현상을 다시 분석하면, 거기에서도 또한 필연과 우연을 볼 수 있다. 필연과 우연이란 상대적인 구별이며, 무엇을 당장의 주요한 문제로 삼느냐에 따라 구별된다. 필연성은 항상 우연성을 수반하고 있다. 가령, 인간이 죽는다는 현상은 필연이지만 A가 언제 어느 곳에서 사고(事故)로 죽는 것은 우연이다. 즉 필연이 우연을 통해서 나타나는 것이다. 또한 A가 그 장소에, 그 시간에 다른 원인으로 가지 않았더라면 그러한 우연은 일어나지 않는다. 우연은 온갖 필연의 매듭에서 생겨나며, 그것은 객관적인 것이지만 내적이며 본질적인 것은 아니다. 우연이 특히 문제가 되는 것은 대량으로 일어나는 현상의 경우이다.

## 같이 보기
- 양상 논리